# Дино Сефир
Дино Сефир Кемаль — эфиопский легкоатлет, бегун на длинные дистанции. Двукратный серебряный призёр чемпионатов мира по кроссу в командном зачёте. В 2009 году на этапе золотой лиги Golden Gala занял 12-е место в беге на 5000 метров с результатом 13.19,20.
На Дубайском марафоне 2012 года занял 2-е место с результатом 2:04.50 — это время ставит его на 15-е место в списке самых быстрых марафонцев за всю историю.
На олимпийских играх 2012 года не смог закончить марафонскую дистанцию.
27 октября 2013 года занял 7-е место на Франкфуртском марафоне — 2ː09.22.
13 марта 2016 года стал победителем Барселонского марафона, показав время 2:09:03.